# Fabian Olbert
Fabian Olbert (18 de enero de 2001) es un deportista de Alemania que compite en atletismo. Ganó una medalla de oro en el Campeonato Europeo de Atletismo Sub-20 de 2019, en la prueba de 4 × 100 m.